# Rhédey-kastély (Zsáka)
A Rhédey-kastély a Hajdú-Bihar vármegyei Zsáka nagyközség központjában helyezkedik el, a református templom szomszédságában, a település fő utcája mentén. 
Az egykori vidéki úrilakként emelt épületet, 1858-ban építette gróf Rhédey Gábor. Az ő elsőfokú unokatestvére volt Rhédey Klaudia grófnő, aki III. Károly brit király szépanyja volt. A kastély egyik kiállítása a Rhédey-család és a Windsor-ház közötti kapcsolatot ismerteti, míg egy másik termében Madarász Gyula zsákai születésű festőművész állandó tárlata tekinthető meg. A kastély az egyetlen magyarországi Rhédey-emlékhely, ahol bemutatják a Rhédey család történetét, valamint az Almásy, Vay, Wesselényi és Bethlen főnemesi családok történelmi személyiségeinek, a zsákai Rhédey-kastélyhoz köthető közéletben betöltött szerepüket. A műemléki védelem alatt álló épület, valamint a hozzá tartozó kastélypark felújítási munkálatai 2019-ben fejeződtek be. A felújítás keretében létrejött a Rhédey-kastély látogatóközpont, kulturális funkciója mellett időszaki kiállításokat, művészeti, zenei, történelmi és ismeretterjesztő rendezvényeket is szervez, valamint oktatási és turisztikai célokat is szolgál.

## Története

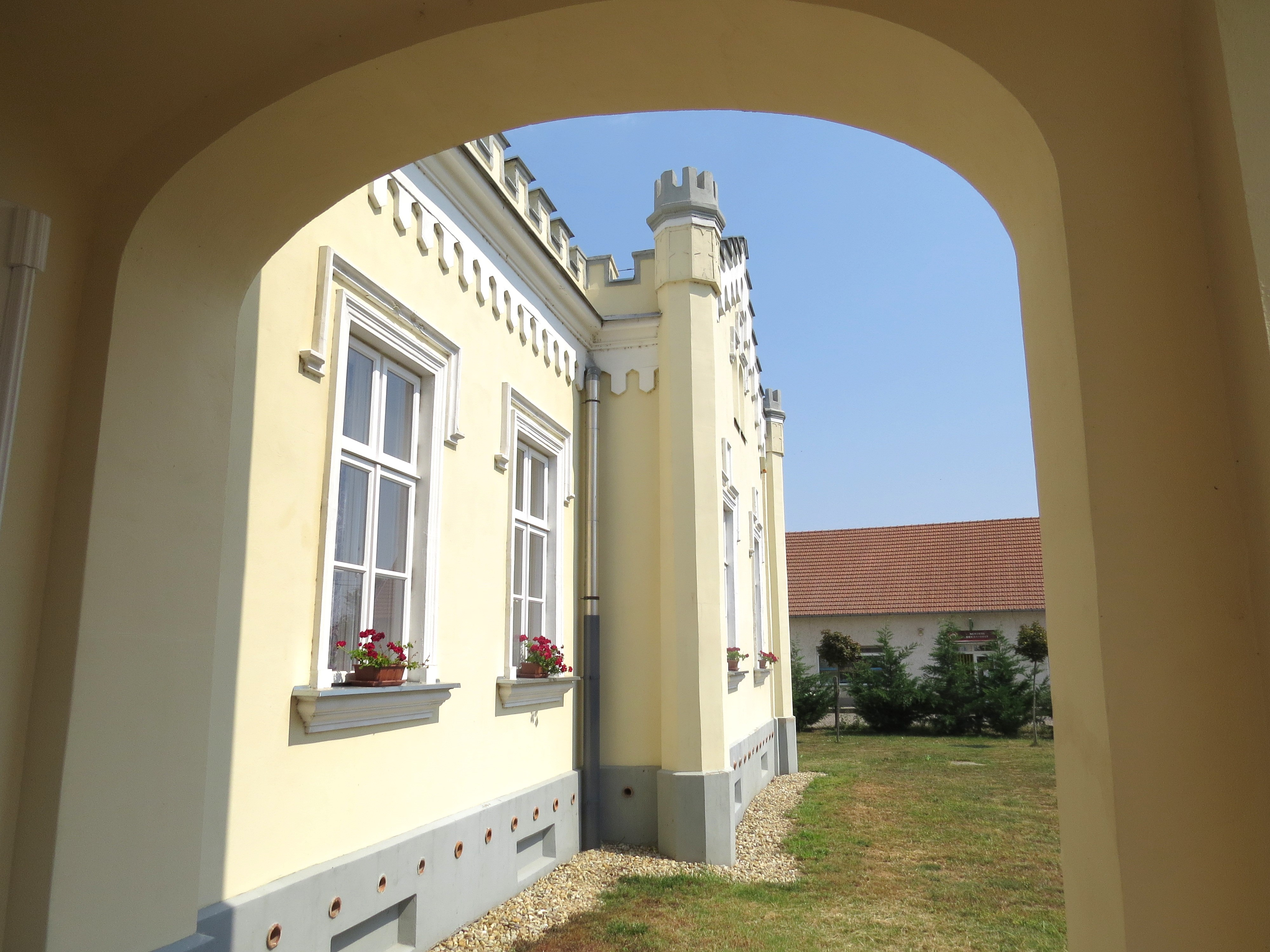
A kastély keleti szárnyának homlokzata

Zsáka, nevét először a 13. század elején íródott Váradi regestrum említi, a 17. századtól kezdve kisebb megszakításokkal, a Rhédey család birtoka volt. A 19. század közepén gróf Rhédey Gábor a kor divatját követve, katonás vérmérsékletének megfelelően, az egykori zsákai vár emlékét idéző jelentősebb épületet kívánt emeltetni a településen, melynek helyén egyes feltételezések szerint korábban egy tiszttartóház állt.  A romantika jegyeit viselő vidéki úrilak 1858-ban készült el és 1885-ig itt volt a Rhédey család levéltára is. Az építtető Kis-Rhédei gróf Rhédey Gábor 1897. április 21-én bekövetkezett halála után nem maradt férfi örökös a családban, így leányági testvére Rhédey Zsófia grófnő és Herglotz Antal leányára, Rhédey-Herglotz Erzsébetre öröklődött, aki 
Paksy József kassai királyi főügyész felesége volt. 1908-ban gróf Almásy Imre vásárolta meg, ám 1916-ban már Vay Arnoldné tulajdonát képezte az ingatlan. Az első világháború utolsó éveiben a kastély hadikórházként működött, majd 1926-ban báró Vay László vásárolta meg, és 1944-ig a második házasságából származó családjával együtt lakott állandó jelleggel a kastélyban.
1945-ben államosítják, a főépületet a pártok, a melléképületeket pedig a helyi földművelő szövetkezet használta.
1950-ben átalakították és ettől az évtől kezdve iskola működött benne egészen 1984-ig, 1989-ig pedig napközis otthonként működött.
A kastély épületét 1958-ban védetté nyilvánították.
Az 1990-es évek elején a karbantartások elmaradása miatt életveszélyessé vált, így 1993-ban felújítás vette kezdetét. Az 1998. március 14-i átadás után a kastélyban kapott helyet a művelődési ház, a 17,000 kötetet tartalmazó községi könyvtár, Madarász Gyula (1935-2012) festőművész szülőfalujának ajándékozott festménygyűjteményének állandó kiállítása, a helyi alkotótábor munkáinak anyagából készült kiállítás valamint több időszaki kiállítás is. 2000-ben a korábbi rosszul sikerült felújítási munkálatok miatt újabb problémák keletkeztek, így kijavításukra pályázatok útján próbáltak erőforrásokat szerezni. 
A kastély 2015. június 25-én nyílt meg újból, amikor belső termeiben állandó és időszaki kiállítások kaptak helyet. Az időközben Zsáka jelképévé vált épület harmadik és egyben leghitelesebb teljes körű felújítása 2019-ben fejeződött be. A felújítási projekt keretében látogatóközpontot és emlékparkot alakítottak ki. A látogatóközpont kulturális funkciója – állandó kiállítások, művészeti, zenei, történelmi és ismeretterjesztő rendezvények – mellett oktatási és turisztikai célokat is szolgál. A kastély történelmi emlékparkjában hagyományőrző huszárlovas bemutatók, lovashuszár ügyességi versenyek mellett történelmi játszótér, helyi hagyományos kézműves műhelyek, borospince és kültéri kemencés látványkonyha várja a látogatókat.

## Leírása

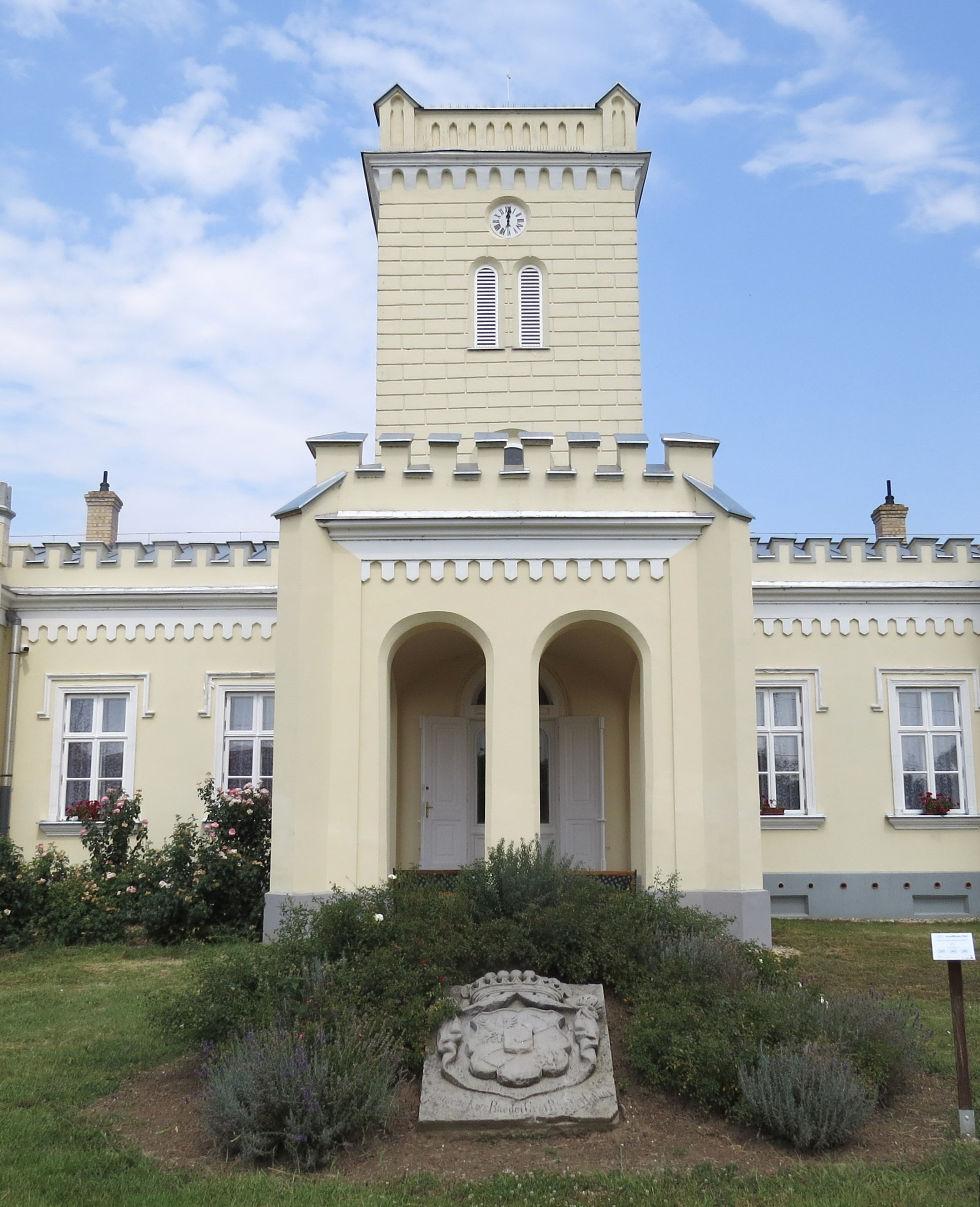
Zsákai Rhédey-kastély „öregtornya”

A bástyaszerű elemekkel díszített kastély a 19. század kedvelt építészeti stilusának, a gótizáló romantikushistorizmus jegyeit viseli magán. Az épület oldalrizalitokkal tagolt, melynek közepén a négyzetes alaprajzú kváderezett, köríves záródású ablakokkal tagolt torony áll, amely egy ősibb megjelenést szimbolizáló „öregtorony”. A torony tetejét csúcsíves attika zárja, alatta ívsoros párkány fut körbe. A főhomlokzatból három félköríves záródású oszlopon nyugvó, tetején pártázattal díszített portikusz lép ki. A főhomlokzat két oldalán egy-egy lépcsőzetes díszítésű, iker világítóablakos, háromszög oromzatú rizalit ugrik előre, melyek sarkait nyolcszög alakú pártázatos fiatornyok díszítik. Az oldalrizalitok ablakai fölött lépcsős-füles párkányt, alattuk egyszerű párkánnyal. Az épület főpárkánya fölött pártázat fut körbe, alatta ívsoros vakolatpárkánnyal.A bal oldali homlokzaton az ajtóhoz kétkarú, ívelt mellvédes lépcsősor vezet. Hátsó homlokzatának tengelyében található ajtóhoz kétkarú, egyenes lépcsősor vezet, melynek mellvédje alatt található a pinceajtó.
A hátsó homlokzat szélein a főhomlokzathoz hasonló oldalrizalit látható. A kocsi állóból nyíló középső tér két oldalán négy-négy nagy, eltérő méretű, így különböző funkciójú helyiség található. Míg az épület külső megjelenése egységes megformálást mutat, addig a belső szerkezete aszimmetrikus. A kastély eredetileg zöld színe az 1850-es évek alkotásainak sorába illeszkedve, az angol középkori várakat idézte. A kastélyt hajdanán angolkert és arborétum vette körül. Az egykori nyolcholdas parkjában ma a községi sportpálya, kézilabda és füves pályák valamint egy 99 férőhelyes óvoda kapott helyet. A cselédházból egy 42 gyermek elszállásolására alkalmas erdei iskolát alakítottak ki. Az eredeti Rhédey-család kőből faragott címere a szomszédos épület homlokzatán látható. A kastély alatt egy hangulatos borospince húzódik, amely hangulatos környezetet biztosít a borkóstolásokhoz.
A kastély parkjában áll Gróf Rhédey János emlékoszlopa, mely alatt ott pihennek a gróf hamvai. Az obeliszk vésett felirata: Itt nyugszik Kis-Rhédei gróf Rhédey János. Született 1790 évi Martius 11. Meghalt 1873 évi Augustus 13. 

## Állandó kiállításai
- Gróf Rhédey Klaudia II. Erzsébet brit királynő ükanyja és a Windsor uralkodóház kapcsolata
- Twinings tea, mint az angol királyi ház hivatalos beszállítói története
- Almásy-Vay-Wesselényi-Bethlen családtörténeti emlékszoba
- Madarász Gyula festőművész életművének megőrzése, tárgyi és szellemi örökségének ápolása

## Időszaki kiállításai
- Ikon kiállítás (a zsákai ikonfestő tábor üvegikonjai)
- Főúri családok élete a XVIII-XIX. századi Magyarországon
- Balázs Dénes múzeumalapító, karsztkutató tabló kiállítása.
- Gróf Dr. Bethlen Ferenc családtörténeti emlékszoba
- Rhédey Kastély Huszárképző: 6. (Württemberg) huszárezred történetét bemutató kiállítás

## A kastély látogatóközpont szolgáltatásai
- 40 × 100 m-es lovaspálya 2 × 100 fős lelátóval
- Rhédey Kastély Mesterségek Háza : mézeskalács műhely, pék műhely, úrihímzés műhely, papírmerítő műhely
- Rhédey Kastély kültéri pavilon látványkemencékkel kenyérlepény- és mézeskalács-sütési lehetőséggel.
- Rhédey Kastély borospince: nagyrédei borászati kiállítás, borbemutatók és borkóstolók
- Rhédey Kastély Huszár kézműves foglalkoztató
- Előadóterem
- Rhédey Kastély játszótér
- Játszóvár, mászófal, tornyok, csúszdák, hinták
- 32 férőhelyes parkoló

## Képgaléria

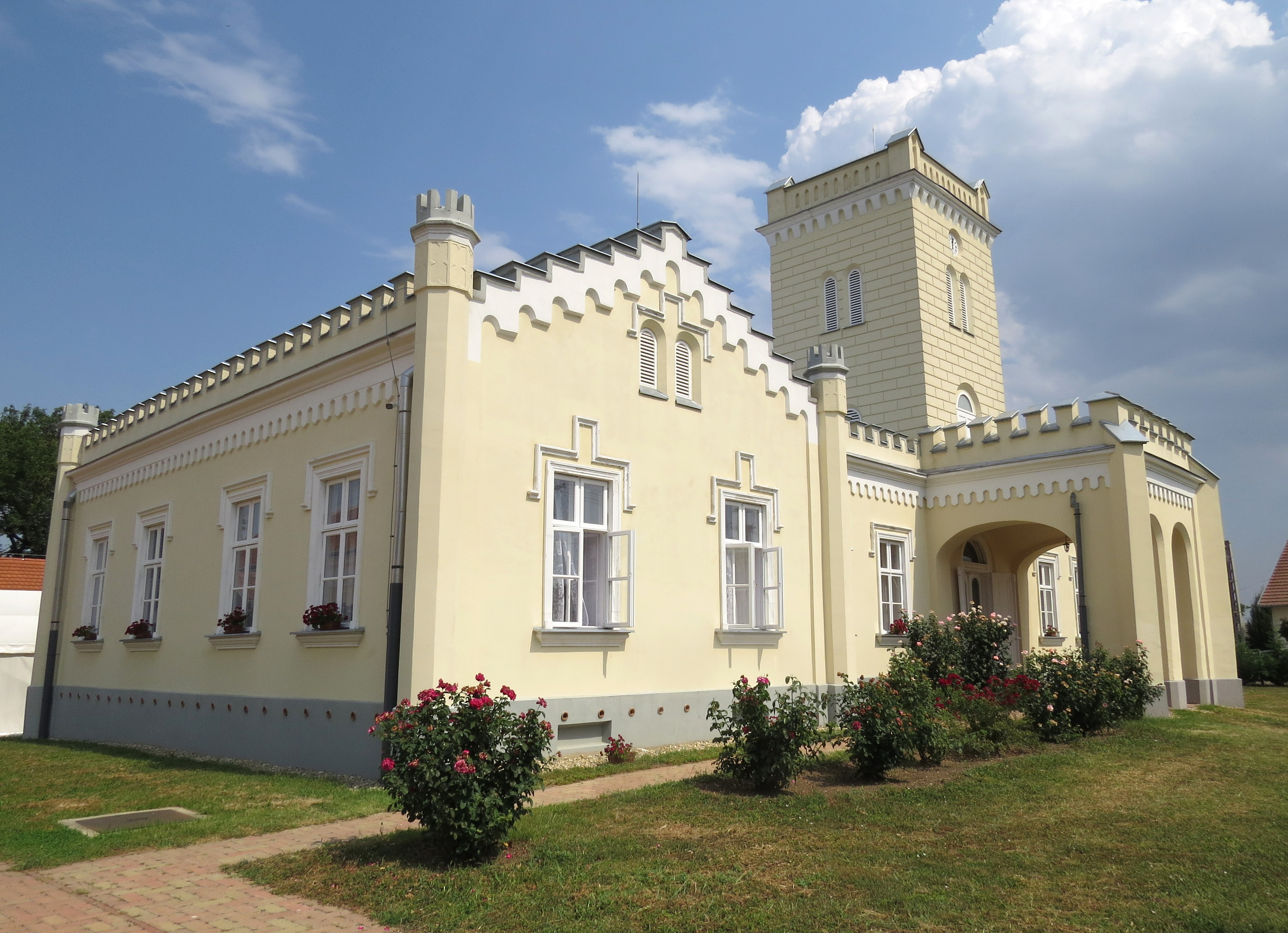
A zsákai Rhédey-kastély délnyugat felől (2023)
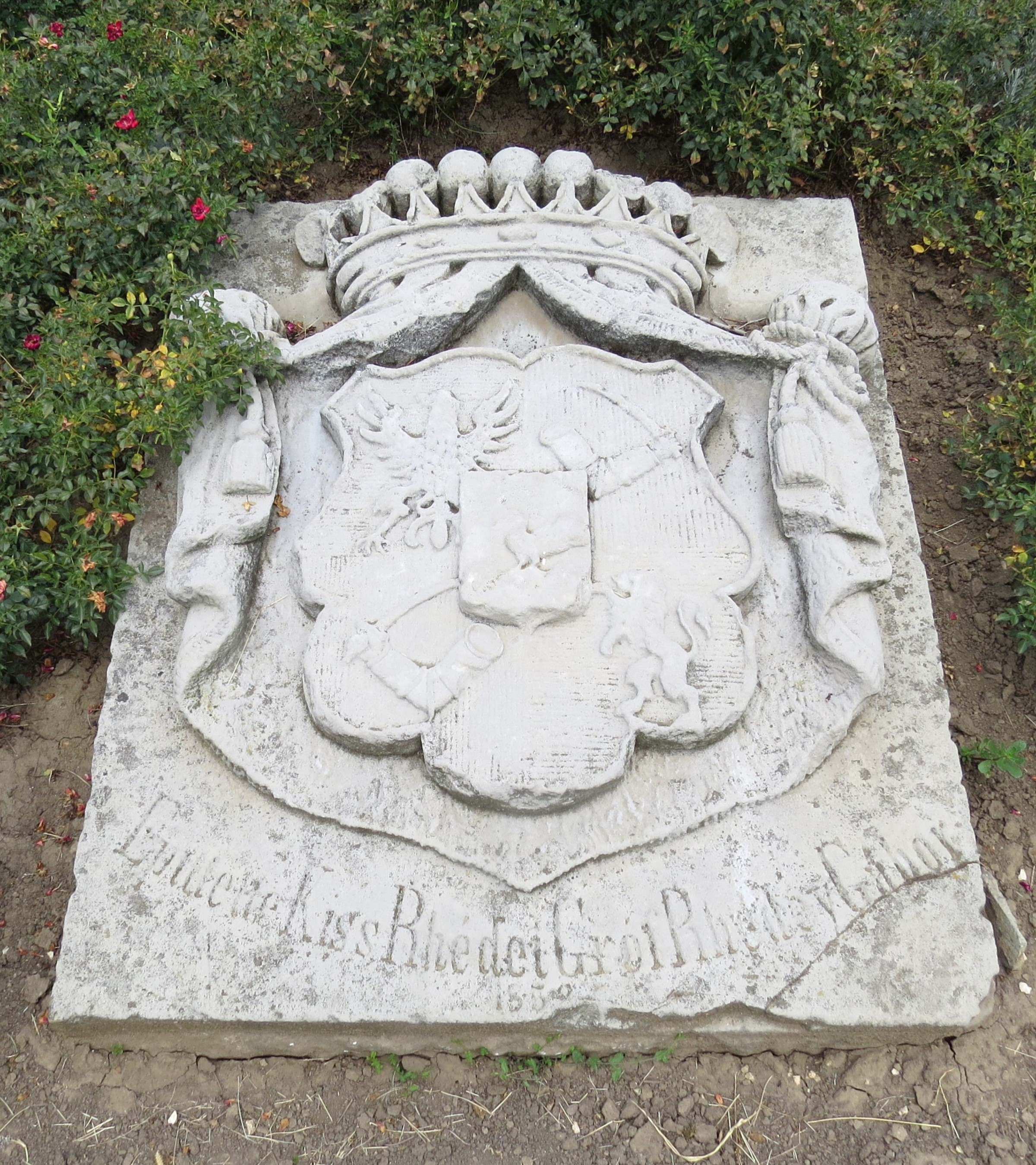
A Rhédey címer, a kastély előtti parkban
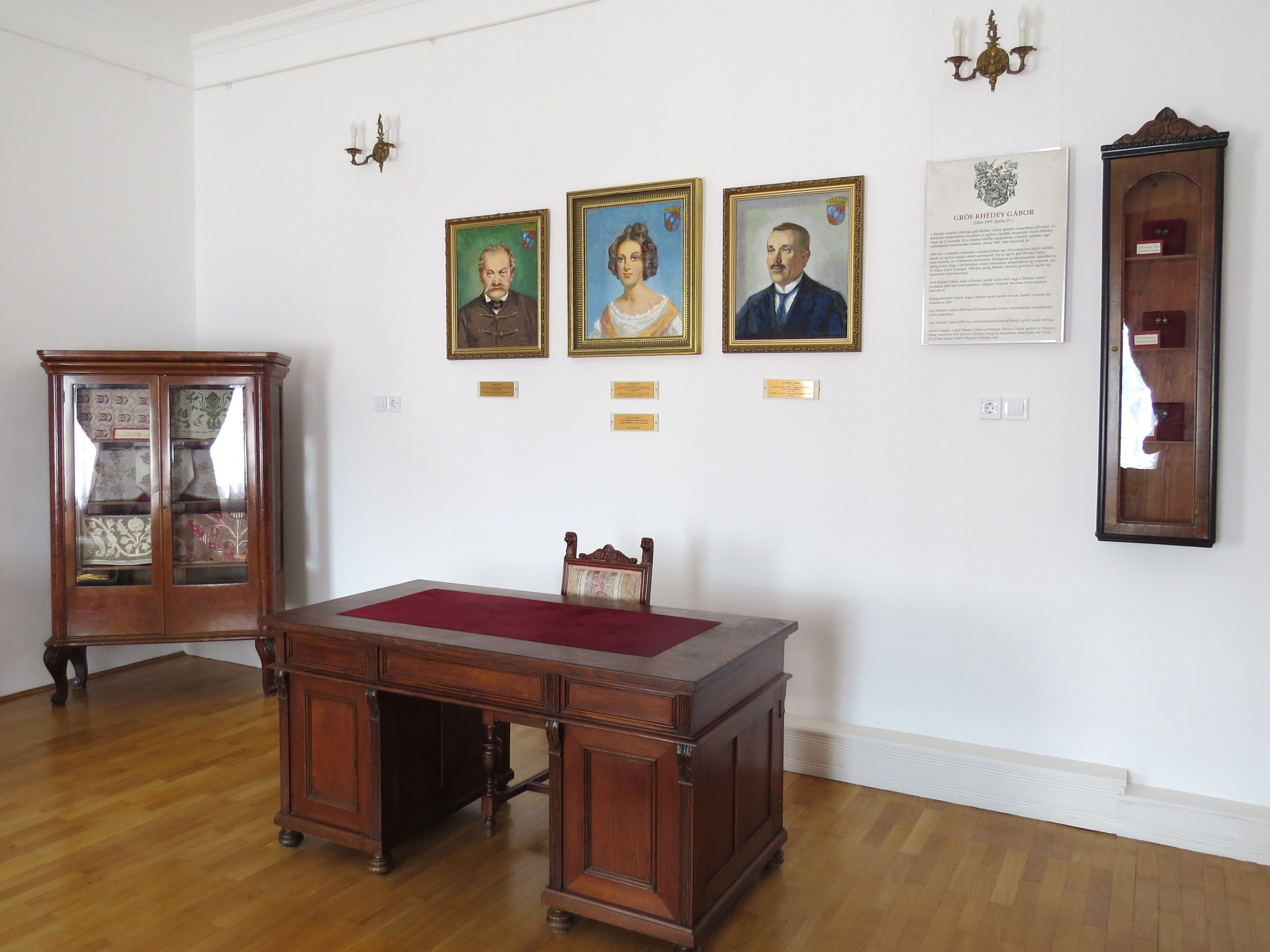
Gróf Rhédey Klaudia és a Windsor uralkodóház kapcsolata emlékszoba részlete
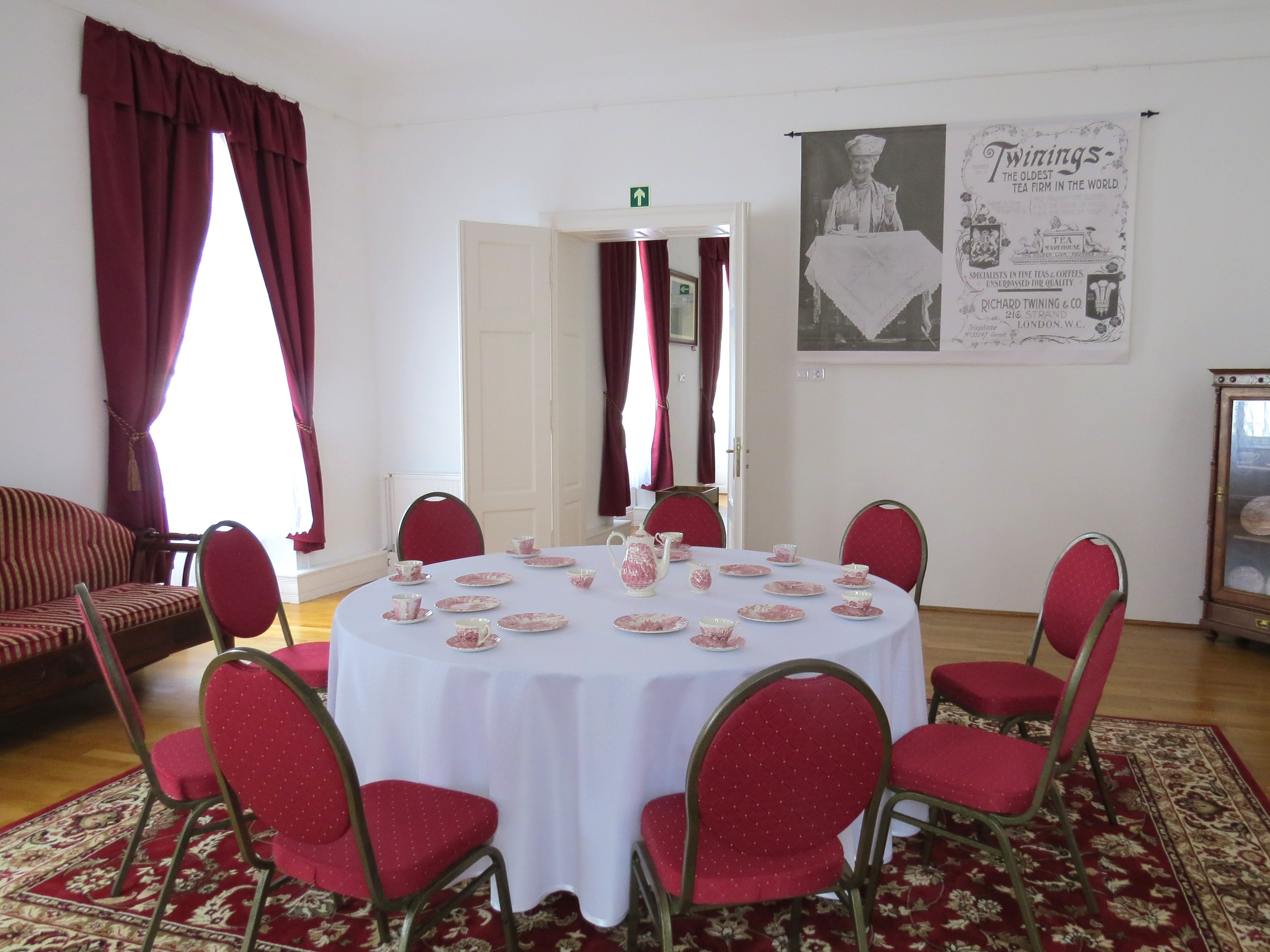
„Twinings tea, mint az angol királyi ház hivatalos beszállítói története” kiállítás részlete
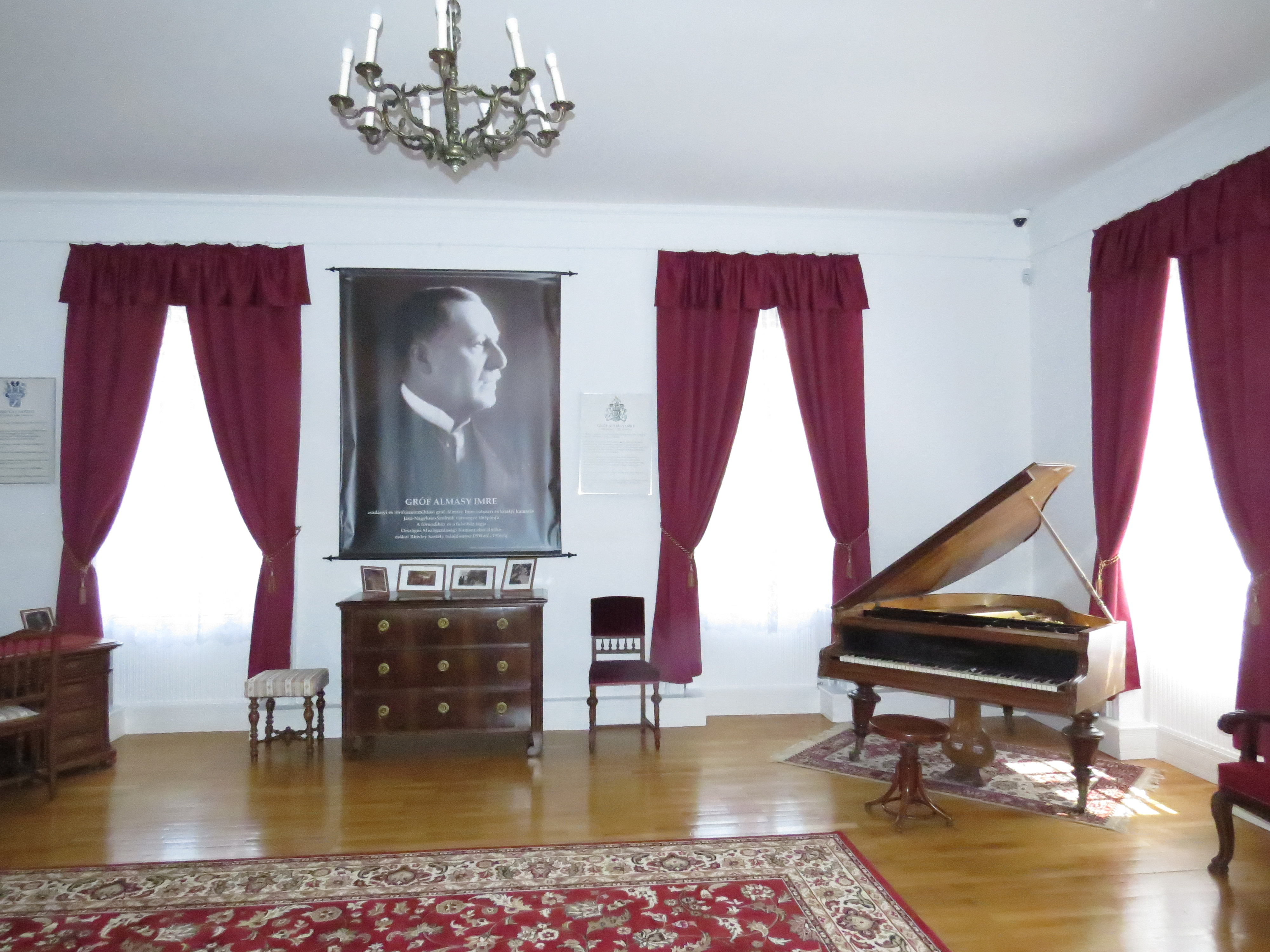
Almásy-Vay családtörténeti emlékszoba és állandó kiállítás részlete
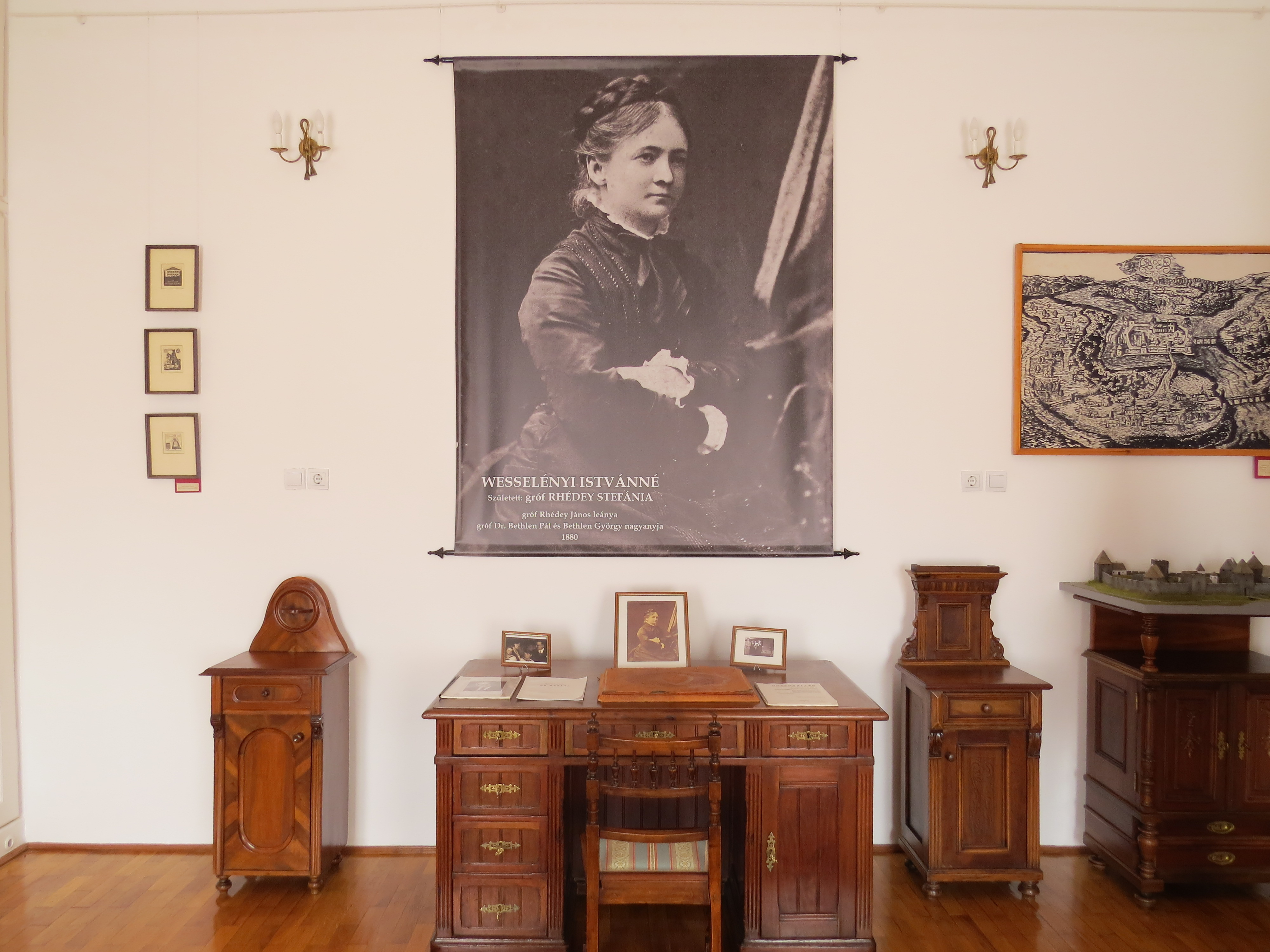
Wesselényi-Bethlen családtörténeti emlékszoba és állandó kiállítás részlete
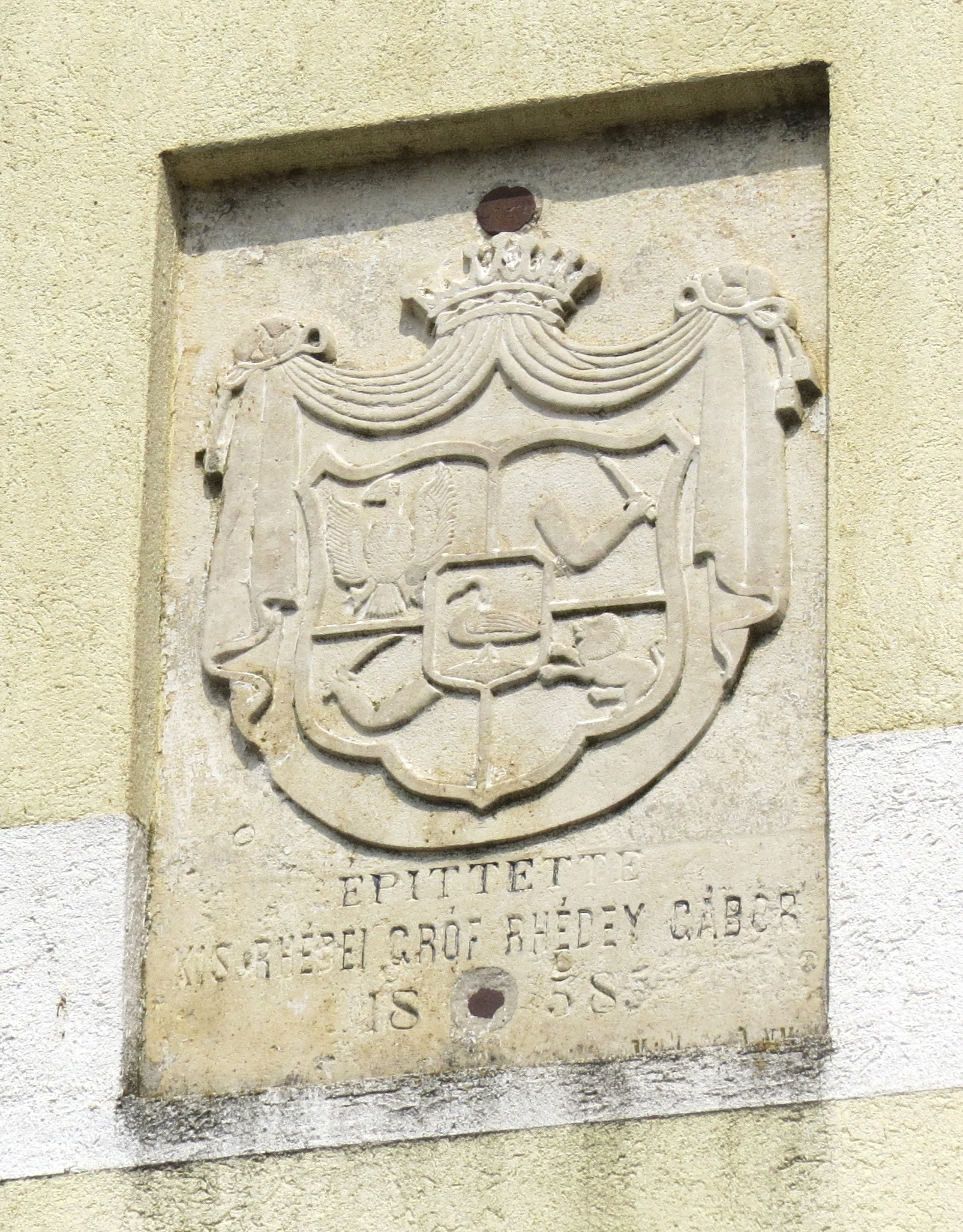
Az eredeti Rhédey-címer a zsákai cselédház homlokzatán
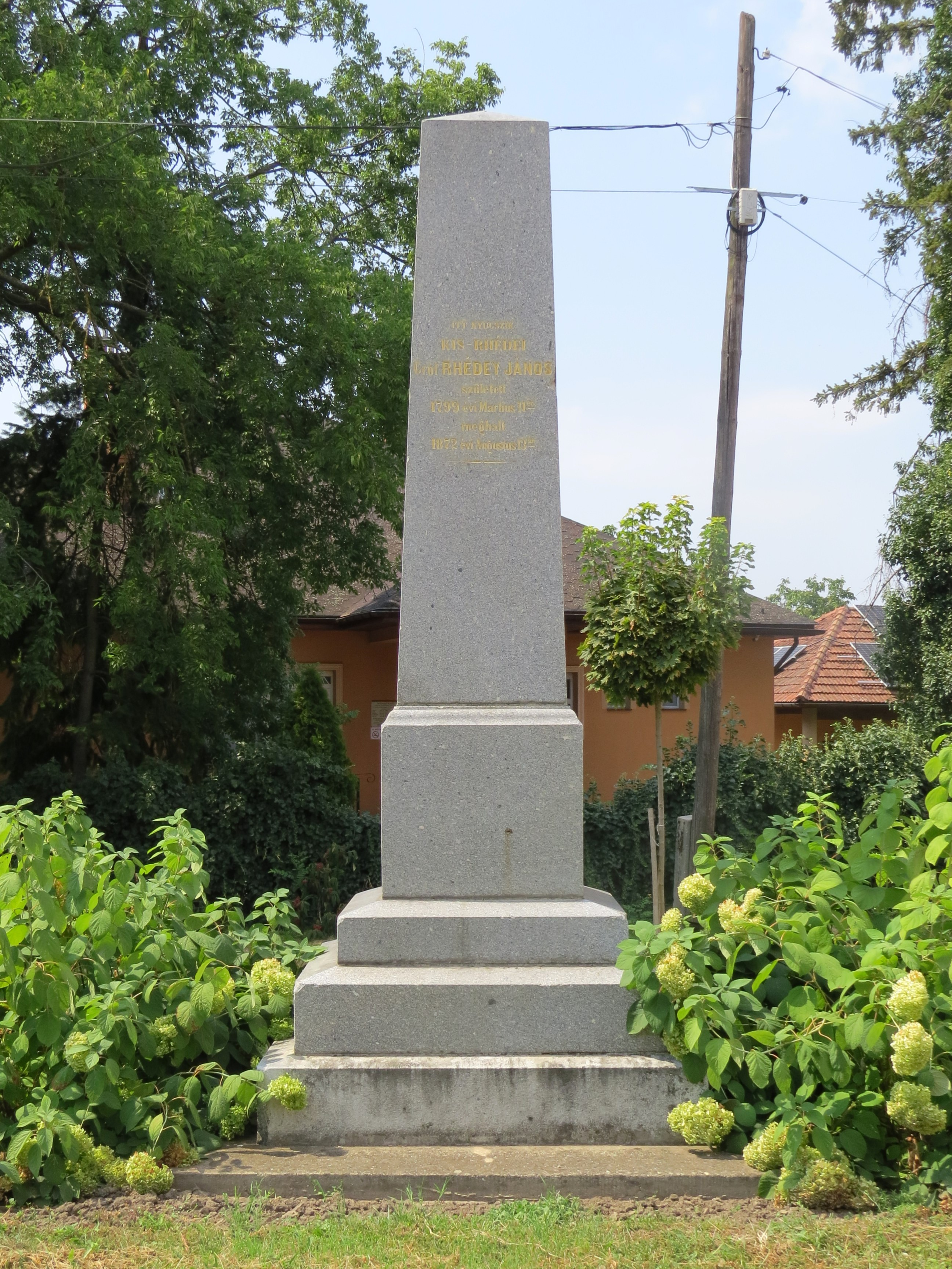
Gróf Rhédey János emlékoszlopa